# Vaticínio
Vaticínio (em latim: Vaticinium) é a profecia ou vaticinação feita por um profeta. A palavra é formada por vate e cinium; cinium tem como raiz can, do verbo cane, canis, canere, cecini e cantum, que significa "cantar". Desse modo, vaticínio, etimologicamente, significa o canto do adivinho (vate), uma vez costumavam pronunciar suas previsões em verso. Na Bíblia, em Mateus 13:1-2, há o vaticínio da destruição do Templo de Jerusalém.
A referência não é Mateus e sim Marcos